# Marcipa kirdii
Marcipa kirdii is een vlinder uit de familie spinneruilen (Erebidae). De wetenschappelijke naam is voor het eerst geldig gepubliceerd in 1975 door Pelletier.
De soort komt voor in tropisch Afrika.